# Kumi (imię)
Kumi (jap. くみ, クミ) – żeńskie imię japońskie.

## Możliwa pisownia
Kumi można zapisać, używając wielu różnych znaków kanji i może znaczyć m.in.:
- 組, „grupa”

Jako imię
- 久美, „długo, piękno”
- 久実, „długo, owoc”
- 来未, „przyjść, jeszcze nie”
- 來未, „przyjść, jeszcze nie”

## Znane osoby
- Kumi Araki (久美), japońska biegaczka długodystansowa
- Kumi Kōda (來未), japońska piosenkarka popowa
- Kumi Miyasato (久美), japońska piosenkarka popowa i seiyū
- Kumi Nakada (久美), była japońska siatkarka
- Kumi Sakuma (紅美), japońska seiyū
- Kumi Tanioka (久美), japońska kompozytorka muzyki do gier komputerowych

## Fikcyjne postacie
- Kumi Hayami (久美), bohaterka anime Magical Fairy Persia
- Kumi Kawamura (くみ), bohaterka mangi Alien Nine
- Kumi Sugimoto (久美), bohaterka mangi i anime Kapitan Jastrząb